# ペンザンスの海賊

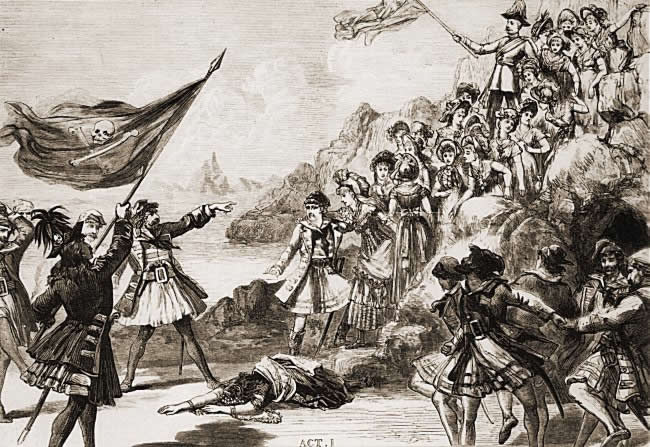
第1幕フィナーレの絵

『ペンザンスの海賊』（英語: The Pirates of Penzance; or, The Slave of Duty）は、アーサー・サリヴァン作曲、ウィリアム・S・ギルバート台本による2幕もののコミックオペラである。1879年12月31日にニューヨークの五番街劇場で初演され、観客からも批評家からも好評であった。ニューヨークで3か月以上のロングランとなった後、ロンドンでは1880年4月3日にオペラ・コミックで初演され、上演回数は363回を数えた。
物語は21歳になったフレデリックが、心優しい海賊たちのもとで行っていた徒弟奉公を終えるところから始まる。フレデリックはスタンリー少将の娘メイベルと出会い、若き2人はすぐ恋に落ちる。しかしながら、フレデリックは自分が2月29日生まれで、手続き上は誕生日が閏年にしかないことを知る。フレデリックの年季奉公の証文には「23回目の誕生日」まで海賊に奉公するということが明記されており、つまりフレデリックはその後63年間徒弟を続けなければならないことがわかった。義理堅いフレデリックの唯一の慰めは、メイベルが愛する彼を忠実に待つと約束してくれたことだった。
『ペンザンスの海賊』はギルバート・アンド・サリヴァンの5作目の共作で、何度もパロディ化された「少将の歌」"Major-General's Song"はここで初めて歌われた。このオペラは1世紀以上にわたり、イギリスではドイリー・カート・オペラ・カンパニーにより、さらに世界中でさまざまなオペラカンパニーやレパートリー劇団によって上演され続けた。現代的な演出としてはジョゼフ・パップによる1981年のブロードウェイ公演があり、787回上演されている。この作品はトニー賞の最優秀リバイバル賞とドラマ・デスク・アワード最優秀ミュージカル賞を受賞し、その後しばしば模倣され、1983年には映画化もされた。『ペンザンスの海賊』は現在でも人気があり、ギルバート・アンド・サリヴァンのオペラとしては『ミカド』や『軍艦ピナフォア』と並んで上演回数が多い。

## 制作

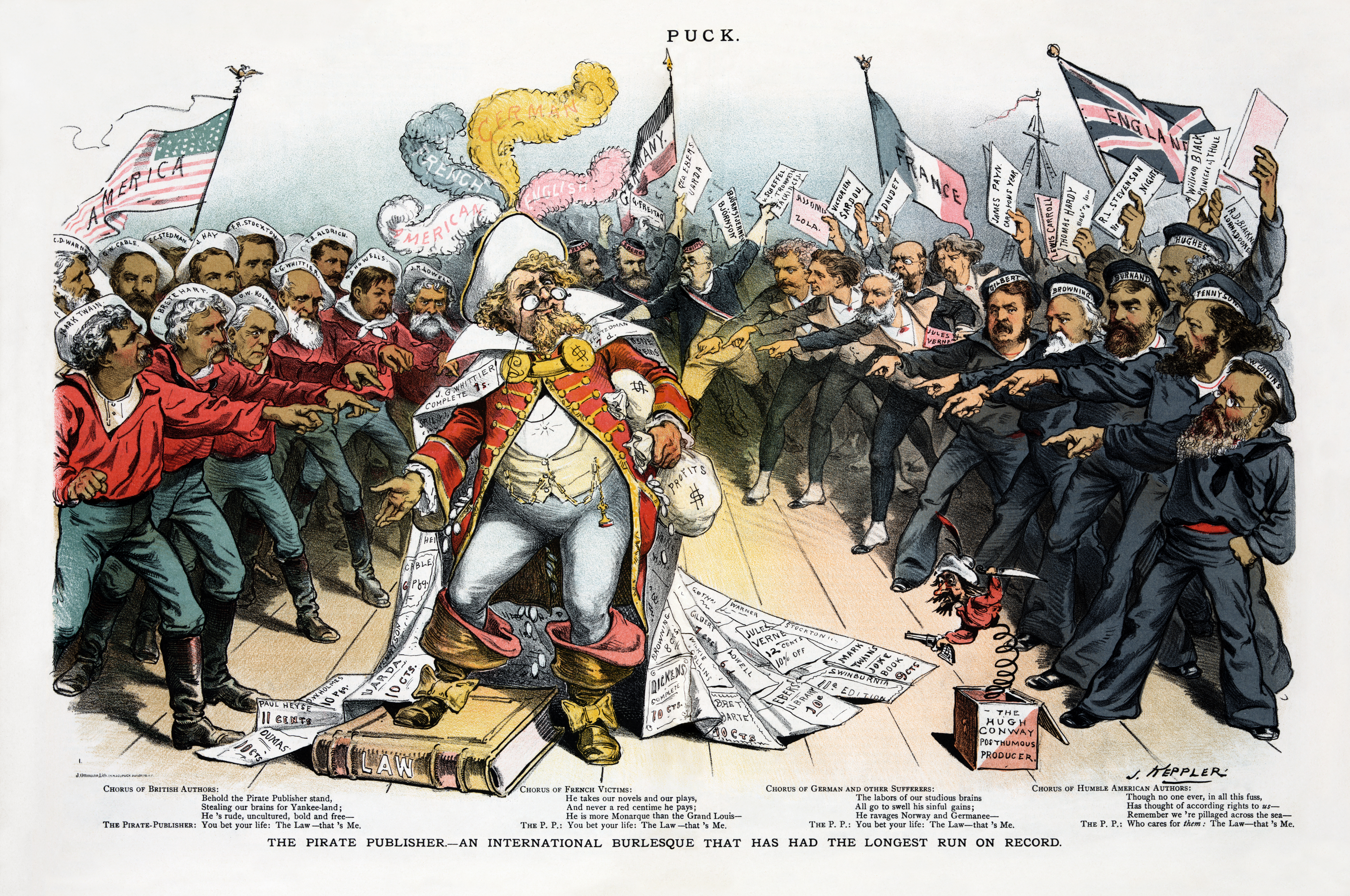
1886年の『パック』誌に掲載されたThe Pirate Publisher – An International Burlesque that has the Longest Run on Record。海賊出版者に作品を盗まれたイギリスの作家のひとりとしてギルバートが登場している。

『ペンザンスの海賊』はギルバート・アンド・サリヴァンのオペラ中で唯一、公式の初演がアメリカ合衆国で行われた。この当時、アメリカの法では海外出身者に対して著作権の保護がなかった。2人の前作である『軍艦ピナフォア』は1878年にロンドンで大成功をおさめたが、その後150ほどのアメリカの劇団がすぐに無認可の上演を行い、しばしばテクストをかなり自由に変更して創作者には使用料を払わなかった。ギルバートとサリヴァンはコピーされる前にアメリカで自作を初演し、譜面と台本の出版も遅らせることで、オペラに対するさらなる「著作権海賊行為」を防ぎたいと考えた。2人はロンドン公演前に『ペンザンスの海賊』のアメリカ初演を自らブロードウェイで行うことによって直接収益を得ることができ、『ペンザンスの海賊』と『軍艦ピナフォア』のアメリカ巡業公演でも利益をあげることができた。しかしながらギルバート、サリヴァン、プロデューサーのリチャード・ドイリー・カートはそれから数十年、アメリカ合衆国で『ペンザンスの海賊』その他のオペラの上演権を明確に管理しようと努力したものの、うまくいかなかった。
海賊に関する物語や芝居は19世紀にはいたるところで見かけることができた。ウォルター・スコットの『海賊』(The Pirate、1822)やジェイムズ・フェニモア・クーパーのThe Red Rover(1827)は、颯爽としてロマンティックに美化された海賊のイメージや、悔い改めた海賊という発想を広めるもととなった重要な作品であった。ギルバートもサリヴァンはキャリアの初期にこうした発想をパロディ化していた。サリヴァンは1867年にThe Contrabandistaというタイトルのコミックオペラを書いており、これには山賊につかまって無理矢理その首領にさせられる哀れなイギリス人旅行者が出てくる。ギルバートは海賊や山賊が出てくる面白おかしい作品をいくつか書いている。1876年のギルバートのオペラPrincess Totoでは、タイトルロールのトト姫が山賊の首領につかまえられたがっている。ギルバートはジャック・オッフェンバックの『盗賊』を1871年に翻訳している。『盗賊』同様、『ペンザンスの海賊』は盗みを滑稽にも専門職のキャリアパスとして描いており、徒弟奉公や、仕事道具としてかなてこや護身用棍棒などが出てくる。

### 着想
『軍艦ピナフォア』はロンドンのオペラ・コミックで好評のまま上演を続けていたが、ギルバートはサリヴァンと次のオペラを作り始めたいと考えており、1878年12月に台本にとりかかった。1870年に書いた1幕物Our Island Homeの内容を多少再利用することにしたが、この作品には海賊の「首領」であるキャプテン・バングが出てくる。バングは、耳の悪い子守女のせいで誤って海賊のところで徒弟奉公をすることになった。さらにバングは『ペンザンスの海賊』のフレデリック同様、これまで女を見たことがなく、極めて義理堅くて、年季奉公の契約により21回目の誕生日が過ぎて解放されるまで海賊の徒弟だった。バーナード・ショーは、ギルバートがオッフェンバックの『盗賊』を参考にして、仕事熱心な泥棒やどじな警官といった発想を自分の新しい台本に盛り込んだと考えていた。また、ギルバートとサリヴァンは既に1876年の時点で1幕物のオペラパロディ作品用として、強盗と警察が出会して騒ぎになるが、たくさんの娘を持つぼうっとした父親がこの大捕り物に気付かないという話のアイディアを考えたことがあり、これを新作の第2幕に盛り込むことにした。少将がサー・ジョゼフ・ポーターに似た登場のしかたをするなど、前作『軍艦ピナフォア』を引き継いだ要素もある。
ギルバート、サリヴァン、リチャード・ドイリー・カートは、『軍艦ピナフォア』と新しいオペラをアメリカで上演する計画を決めるため、1879年4月24日頃までには会って相談をすませていた。カートは1879年の夏にニューヨークに旅して劇場マネージャーのジョン・T・フォードと打ち合わせをし、五番街劇場で公認版を上演することにした。それからカートはロンドンに戻った。そうこうするうちに『軍艦ピナフォア』がロンドンで当ったので、作家、作曲家、プロデューサーは将来自分たちだけで上演を行うに足る資金を調達し、「コメディ・オペラ・カンパニー」の資金後援者たちから離れるという計画を実行できるようなった。カートは、それぞれのショーの出費がカバーできた時点でギルバート及びサリヴァンと利益を等分するという新しいパートナー契約を結んだ。
1879年11月、ギルバート、サリヴァン、カートは『軍艦ピナフォア』と新作オペラを両方とも上演するため、実力ある歌手の一団と船でアメリカに渡った。『軍艦ピナフォア』のサー・ジョゼフはJ・H・ライリー、ジョゼフィンはブランチ・ローズヴェルト、リトル・バターカップはアリス・バーネット、ディック・デッドアイはファーノー・クック、レイフ・ラックストローはヒュー・トールボット、いとこのヒービはジェシー・ボンドで、ロンドンの『軍艦ピナフォア』に出ていた者もいた。こうした歌手たちに、キャプテン・コーコラン役のシニョール・ブロッコリなど、アメリカの歌手も加わった。アルフレッド・セラーがサリヴァンの補佐のため同行していたが、弟のフランソワ・セラーは『軍艦ピナフォア』を指揮するためロンドンに残った。ギルバートとサリヴァンはよく知られたスターではないが才能ある役者たちを選んでおり、このため高い報酬を払わなくてよかった。こうした役者たちが持つ特定の技術にあうようにオペラを調整して作り上げた。ギルバートとサリヴァンは役者を生かすやり方を心得ていたため、観客からは評価が高く、批評家ハーマン・クラインは役者たちの自然さを称賛している。ギルバートは自らの戯曲やオペラには演出家としてかかわっていた。この時代には珍しく、演技には自然主義的なアプローチが必要だと考え、視覚的にもリアリティを追究した。ギルバートは観客を意識したやりとりを嫌い、登場人物たちが自らのばかばかしさに全く気付いていない一方で、一貫した内面を持つ人格にも見えるような描写スタイルが重要だと考えていた。サリヴァンは音楽リハーサルで指揮を行った。
『ペンザンスの海賊』の作曲は通常とは異なる順番で行われ、サリヴァンはニューヨークに完成した第2幕を持って行くつもりで音楽を後のほうから作曲し、アメリカに行く時には第1幕はまだ草稿程度だった。しかしながらニューヨークに着いた時、サリヴァンは第1幕の草稿を忘れたことに気付き、記憶で再構成せねばならなかった。ギルバートがずっと後になってから述懐したことによると、サリヴァンは女性合唱の最初の節を思い出せず、昔2人で作ったオペラ『セスピス』の合唱"Climbing over rocky mountain"で代用することにした。サリヴァンの『ペンザンスの海賊』草稿には『セスピス』の楽譜から切り取ってきたページが入っており、もともとは四部合唱だったものが変更されている。ギルバートとサリヴァンは"Climbing over rocky mountain"と、おそらくは『セスピス』の他の部分も初めから使うつもりだったのではないかと考える研究者もいる。これは、サリヴァンが再演の予定もないのに未刊行の『セスピス』の楽譜をニューヨークに持ってきていたのは偶然ではないだろうという理由によるものだ。いずれにせよ、1879年12月10日にサリヴァンは、ニューヨークで新しいオペラを作るのに励んでおり、きっとうまくいくだろうと母親に手紙で伝えている。のちのオペラでいつもそうしていたように、サリヴァンは最後まで序曲を書かず、草稿だけ作って完成は劇団の音楽監督であるアルフレッド・セラーに任せた。
『軍艦ピナフォア』はニューヨークで1879年12月1日に開幕し、12月中はずっと上演された。初週の客入りはそこそこ良かったが、ほとんどのニューヨークっ子は既に地元で上演された『軍艦ピナフォア』を見たことがあったので、すぐ客足が遠のいた。これは予期せぬことで、ギルバートとサリヴァンは新作オペラ『ペンザンスの海賊』を急いで完成させ、リハーサルできるようにしなければならなくなった。この作品のタイトルは多義的な冗談である。まず、中世ならばともかく、ペンザンスは1879年には穏やかな海辺のリゾート地で、海賊に出会しそうな場所ではなかった。さらにこのタイトルは、アメリカで『軍艦ピナフォア』を無許可で上演した「海賊」演劇人へのあてこすりでもあった。イギリスでの著作権を確保するには台本が刊行される前に上演を行う必要があったので、ドイリー・カートはデヴォンのペイントンにあるロイヤル・ビジュー劇場にて、巡業劇団を使い、ニューヨーク初演の前の午後に、間に合わせの著作権確保のための上演をすることにした。のちにリチャード・ドイリー・カートと結婚することになるヘレン・ルノワールが上演を組織した。キャストはトーキーで『軍艦ピナフォア』の夜の公演を担当していた役者で、『ペンザンスの海賊』の楽曲の一部をたった2日前に受け取った。1回しかリハーサルができなかったので、近くのペイントンに行き、衣装はあり合わせのものでなんとか間に合わせ、ステージ上で台本を手に持ったまま台詞を読み上げてマチネ上演を行った。

### 初演とその後

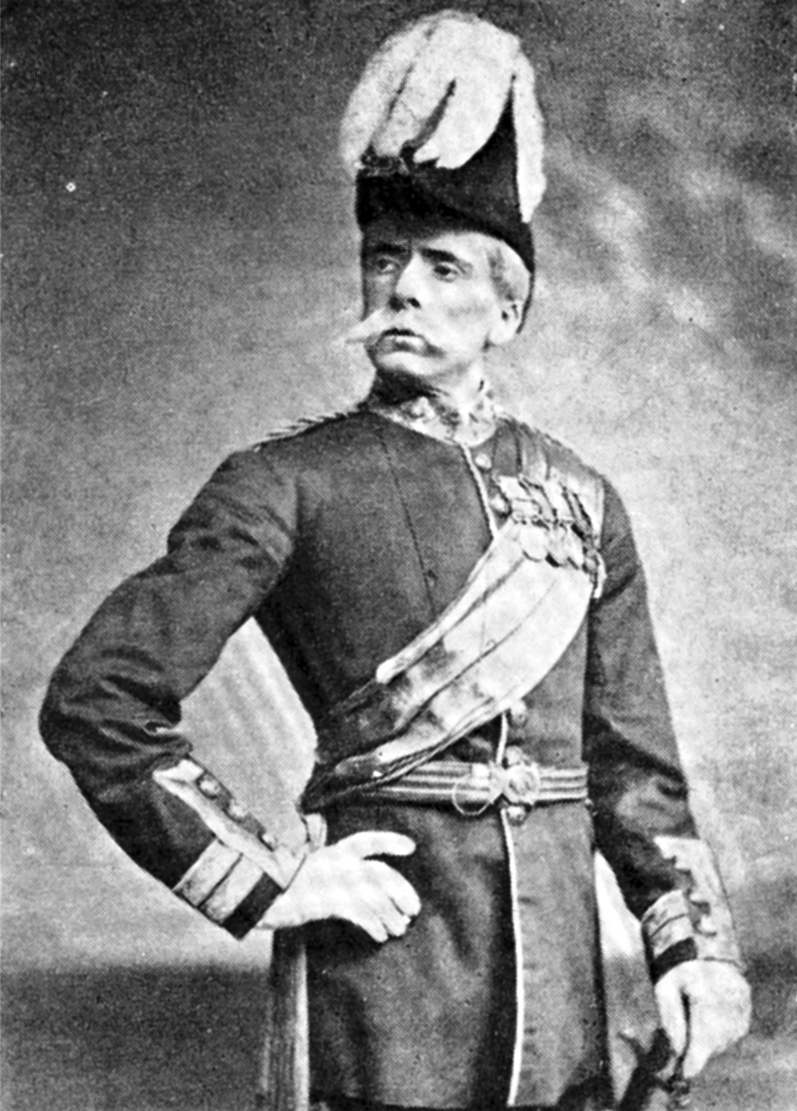
スタンリー少将を演じるジョージ・グロススミス。有名な軍人ガーネット・ウルズリーのトレードマークだった口ひげをつけている。

『ペンザンスの海賊』は1879年12月31日にニューヨークで上演され、すぐ大ヒットとなった。1880年1月2日にサリヴァンはニューヨークから母に手紙を送り、作品の完成度を誇り、大当たりになるだろうと伝えている。その後すぐ、カートはアメリカの東海岸と中西部を巡業するカンパニーを3つ作って、『軍艦ピナフォア』と『ペンザンスの海賊』上演に送り出した。サリヴァンの予想は正しかった。ニューヨークと他のアメリカ巡業が大入りになった後、『ペンザンスの海賊』は1880年4月3日にロンドンでも開幕し、363回上演された。ロンドンのセットデザインはジョン・オコナーが担当した。今でも『ペンザンスの海賊』はギルバート・アンド・サリヴァンの作品の中でも最も人気のあるもののひとつである。
ニューヨークでもロンドンでも、おおむね批評家から好評であった。スタンリー少将は有名な将軍サー・ガーネット・ウルズリーの戯画化だと考えた者が多かったが、伝記作家のマイケル・エンガーはギルバートはウルズリーを戯画化しようとしたのではなく、ギルバートの妻のおじであるヘンリー・ターナー将軍を念頭に置いていたのではないかと考えている。ギルバートはターナーが大嫌いで、ターナーは進歩派のウルズリーとは違って古風な軍人だった。それにもかかわらず、ロンドン初演でジョージ・グロスマンはウルズリーの身ぶりや外見を真似し、とくにウルズリーの大きな口ひげをつけたので、観客には誰のことかすぐわかった。ウルズリーはこの戯画化にとくに気分を害することはなかったという。ウルズリーは時々、私的な場で家族や友人を楽しませようと"I am the very model of a modern Major-General"で始まる「少将の歌」を歌うことすらあったという。

## 役柄
- スタンリー少将(コミックバリトン)
- 海賊王(バスバリトン)[46]
- サミュエル、海賊王の副官 (バリトン)
- フレデリック、海賊の徒弟(テナー)
- 巡査部長(バス)[46]
- 少将の娘たち:
  - メイベル (ソプラノ)
  - イーディス (メゾソプラノ)
  - ケイト (メゾソプラノ)
  - イザベル (台詞役)
- ルース、海賊雑役婦 (コントラルト)
- 海賊たち、警官たち、少将の娘たち(合唱隊)

## あらすじ
第1幕
ヴィクトリア女王の治世下、コーンウォールのペンザンス近くの岸辺で、フレデリックが21歳に達し、紳士的な海賊たちのもとで行っていた徒弟奉公が終わったことを祝っている("Pour, oh pour the pirate sherry")。海賊雑役婦ルースが現れ、自分が昔フレデリックの子守女だった時、耳が遠くて大間違いをしでかしたことを明らかにする。フレデリックの父は、息子に船の「パイロット」(pilot)つまり水先案内人の修行をさせたかったのだが、ルースは聞き間違えてフレデリックに「パイレート」(pirate)つまり海賊の修行をさせてしまったのであった("When Frederic was a little lad")。
フレデリックはルース以外の女性をひとりも見たことがなく、ルースが美人だと信じている。海賊たちはそれほど騙されやすくはなく、世間に戻る時にルースを連れて行くようフレデリックにすすめる。フレデリックは、大変心苦しいことではあるものの、あまりにも義理堅いたちなので、ひとたび徒弟奉公から自由になったら海賊一掃のために身を捧げざるを得ないだろうと宣言する。さらにフレデリックは、海賊業があまりうまくいっていないことを指摘する。海賊たちは皆孤児で、捕まえた人々が孤児だったら解放してしまうのだ。フレデリックによると、この噂が広まったせいで、つかまえた船に乗っている人々は皆孤児だと言い張るようになってしまった。フレデリックは仲間である海賊たちを破滅させる結果になるのを避けるため、皆に海賊業をやめて一緒に来ないかと誘うが、海賊王は世間体にこだわる暮らしに比べれば海賊業のほうがまだ正直な暮らしだと主張する ("Oh! better far to live and die")。海賊たちはフレデリックとルースを残して去って行く。フレデリックは若く美しい女性たちの一団が海賊の潜伏場所に近付いているのを見かけて、ルースが容姿についてフレデリックを騙していたことに気付く("Oh false one! You have deceived me!")。ルースを追い払い、フレデリックは娘たちがやってくる前に隠れる。

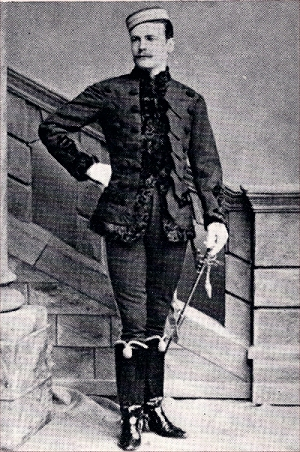
ロンドン初演でフレデリックを演じたジョージ・パワー

娘たちははしゃいで人目につかない場所に飛び込んでくる("Climbing over rocky mountain")。フレデリックが出てきて、娘たちは驚く ("Stop, ladies, pray!")。フレデリックは娘たちに、良い人間になるため助けて欲しいと訴える ("Oh! is there not one maiden breast?")。娘たちはフレデリックに魅了されるが、ひとりを除いて全員フレデリックを拒む。メイベルだけがフレデリックの懇願に応えて、慈愛の心がないと他の姉妹たちを叱る ("Oh sisters deaf to pity's name for shame!")。メイベルはフレデリックを憐れみ、2人はすぐ恋に落ちる ("Poor wand'ring one")。他の娘たちは立ち聞きするか、できたてほやほやの恋人たちをそっとしておいてその場を去るか議論する ("What ought we to do?")。結局、愛し合う2人をチラ見しながら「お天気の話をする」ことにする ("How beautifully blue the sky")。
フレデリックは若い娘たちに、昔の仲間がすぐ戻ってくると警告する ("Stay, we must not lose our senses")。しかし、逃げる前に海賊たちがやってきて、結婚を目的に娘たちをつかまえる ("Here's a first rate opportunity")。メイベルは、姉妹の父が少将だと海賊たちに警告する ("Hold, monsters!")。父であるスタンリー少将がすぐ到着し、自己紹介する ("I am the very model of a modern Major-General")。少将は、老後をひとり寂しく過ごしたくないので娘たちを連れていかないでほしいと海賊たちに頼む。名高いペンザンスの海賊については聞いたことがあったので、少将は同情心をかきたてようと孤児のフリをする ("Oh, men of dark and dismal fate")。優しい海賊たちは娘たちを解放する ("Hail, Poetry!")。スタンリー少将と娘たちは海賊の名誉一味になった ("Pray observe the magnanimity")。
第2幕
少将は自分の地所に建っている、廃墟になった礼拝堂で娘たちに囲まれ、座っている。父が海賊たちにウソをついたせいで良心の呵責を感じて苦しんでいるので、娘たちは慰めようとする ("Oh dry the glist'ning tear")。巡査部長と警官の一団が到着し、海賊逮捕の準備ができたと告げる ("When the foeman bares his steel")。娘たちは、猛烈で無慈悲な敵に虐殺されるかもしれない警官たちへの声高な賛辞を惜しまない。虐殺の話を聞いた警官たちは、怖じ気づいて出て行く。

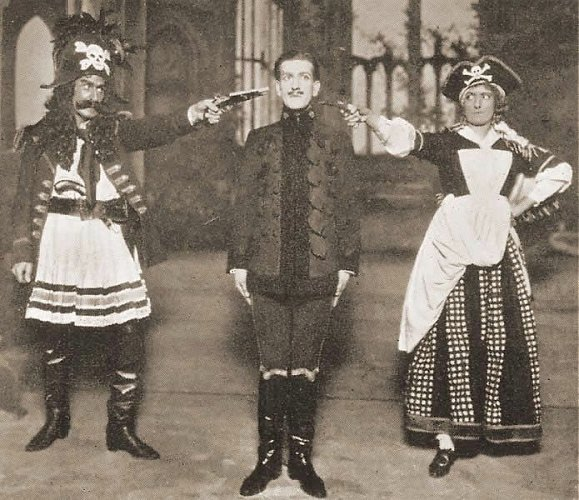
"Have mercy on us!"

フレデリックは警察を率いることになっており、ひとりになって海賊生活の罪滅ぼしをする機会を得たことについて考える ("Now for the pirate's lair")。そこでルースと海賊王に出会う。ふたりは、フレデリックの年季奉公期間は21回目の誕生日まで当人を拘束できるような言葉遣いになっていることに気付いたのであった。フレデリックの誕生日はたまたま2月29日(つまり閏年生まれ)で、手続き上は5回しか誕生日がきていない ("When you had left our pirate fold")。つまり、80代になるまで21回目の誕生日は来ないのだ。フレデリックはこの論理に納得し、再び海賊に入ることを約束する。そうしてフレデリックは、義理を感じて、少将が自分の身の上についてウソをついて海賊王を騙したことを告げる。怒った海賊王は復讐を誓う ("Away, away, my heart's on fire")。
フレデリックはメイベルに会う ("All is prepared")。メイベルはフレデリックにとどまってほしいと頼む ("Stay Frederic, stay")。しかしフレデリックは21回目の誕生日、1940年まで海賊に仕える義理がある。メイベルにとっては「あまりにも長く」思われる年月だが、ふたりはそれまで互いに忠実に愛し合うことを誓う("Oh here is love and here is truth")。フレデリックは発ってしまい、メイベルは改めて決意を固める ("No, I'll be brave")。メイベルは警察に、自分たちだけで海賊と対決せねばならないと告げる。警官たちは、無頼の者も他の男とたいして変わらないかもしれず、自由を奪うのは残念だと考える ("When a felon's not engaged in his employment")。警官は海賊が近付く音を聞きつけて隠れる ("A rollicking band of pirates we")。海賊たちは少将のウソに復讐をすべく、屋敷にこっそり近付く ("With cat-like tread")。
ちょうどその時、罪悪感で眠れぬスタンリー少将が現れ、海賊たちは隠れる ("Hush, hush! not a word")。少将は、心和むそよ風に耳をすましている ("Sighing softly to the river")。娘たちが父を探しにやってくる ("Now what is this and what is that")。海賊たちが急襲をかけ、警官たちが慌てて守りにつく。しかしながら警官たちはすぐ敗北し、海賊王はとらえた少将に、死に備えるよう促す。巡査部長にはまだ一計が残っており、「ヴィクトリア女王の御名において」降伏せよと要求する。海賊たちは女王への忠誠心に負けて従ってしまう。ルースが現れ、海賊たちは「皆、道を誤った身分ある方々」なのだと明かす。少将はこれに心を打たれて全てを許す。フレデリックとメイベルは再び結ばれ、少将は結局、娘たちが高貴な海賊と結婚することになって喜ぶ。

## 楽曲
- Overture ("With cat-like tread", "Ah, leave me not to pine", "Pray observe the magnanimity", "When you had left our pirate fold", "Climbing over rocky mountain", "How beautifully blue the sky"を含む)

第1幕

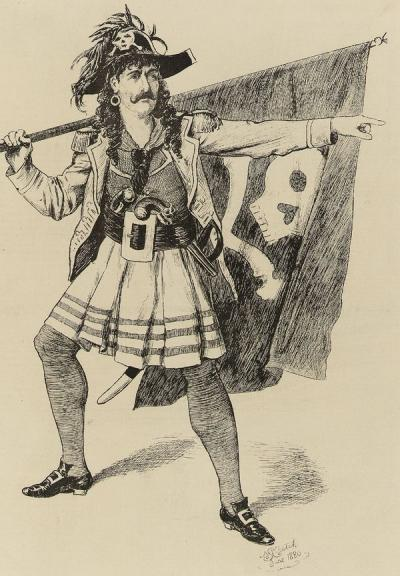
海賊王を演じるリチャード・テンプル

- 1. "Pour, oh pour, the pirate sherry" (サミュエルと海賊たち)
- 2. "When Fred'ric was a little lad" (ルース)
- 3. "Oh, better far to live and die" (海賊王と海賊たち)
- 4. "Oh! false one, you have deceiv'd me" (フレデリックとルース)
- 5. "Climbing over rocky mountain" (娘たち)
- 6. "Stop, ladies, pray" (イーディス、ケイト、フレデリック、娘たち)
- 7. "Oh, is there not one maiden breast?" (フレデリックと娘たち)
- 8. "Poor wand'ring one" (メイベルと娘たち)
- 9. "What ought we to do?" (イーディス、ケイト、娘たち)
- 10. "How beautifully blue the sky" (メイベル、フレデリック、娘たち)
- 11. "Stay, we must not lose our senses" ... "Here's a first-rate opportunity to get married with impunity" (フレデリック、娘たち、海賊たち)
- 12. "Hold, monsters" (メイベル、少将、サミュエル、合唱隊)
- 13. "I am the very model of a modern Major-General" (少将と合唱隊)
- 14. Finale Act I (メイベル、ケイト、イーディス、ルース、フレデリック、サミュエル、海賊王、少将、合唱隊)
  - "Oh, men of dark and dismal fate"
  - "I’m telling a terrible story"
  - "Hail, Poetry"
  - "Oh, happy day, with joyous glee"
  - "Pray observe the magnanimity" (reprise of "Here's a first-rate opportunity")

第2幕

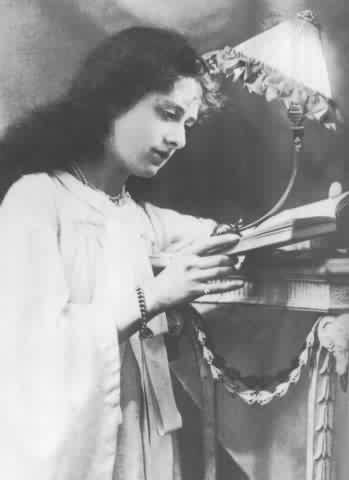
メイベルに扮したイザベル・ジェイ

- 15. "Oh, dry the glist'ning tear" (メイベルと娘たち)
- 16. "Then, Frederic, let your escort lion-hearted" (フレデリックと少将)
- 17. "When the foeman bares his steel" (メイベル、イーディス、巡査部長、警官たち、娘たち)
- 18. "Now for the pirates' lair!" (フレデリック、ルース、海賊王)
- 19. "When you had left our pirate fold" [The "paradox" trio] (ルース、フレデリック、海賊王)
- 20. "Away, away! My heart's on fire!" (ルース、フレデリック、海賊王)
- 21. "All is prepar'd; your gallant crew await you" (メイベルとフレデリック)
- 22. "Stay, Fred'ric, stay" ... "Ah, leave me not to pine" ... "Oh, here is love, and here is truth" (メイベルとフレデリック)
- 23. "No, I'll be brave" ... "Though in body and in mind" (Reprise of "When the foeman bares his steel") (メイベル、巡査部長、警官たち)
- 23a. "Sergeant, approach!" (メイベル、巡査部長、警官たち)
- 24. "When a felon's not engaged in his employment" (巡査部長と警官たち)
- 25. "A rollicking band of pirates we" (巡査部長、海賊たち、警官たち)
- 26. "With cat-like tread, upon our prey we steal" (サミュエル、海賊たち、警官たち)
- 27. "Hush, hush, not a word!" (フレデリック、海賊王、少将、警官たち、海賊たち)
- 28. Finale, Act II (全員)
  - "Sighing softly to the river"
  - "Now what is this, and what is that?"
  - "You/We triumph now"
  - "Away with them, and place them at the bar!"
  - "Poor wandering ones!"

## 評価
1880年のニューヨーク及びロンドンの批評家の評価はおおむね良好だった。ニューヨークでは、『ヘラルド』と『トリビューン』がともにかなりの紙面を割いて批評を掲載した。『ヘラルド』も『トリビューン』も、『ペンザンスの海賊』がギルバート・アンド・サリヴァンの先行作『軍艦ピナフォア』より優れていると褒めた。『ニューヨーク・タイムズ』も『ペンザンスの海賊』を称賛したが、『軍艦ピナフォア』と並ぶほどの桁外れな成功をおさめられるかどうかについては疑問を差し挟んでいる
ロンドン初演後の批評家の一般的見解は、演劇新聞であるThe Eraの批評が述べているように、この新作はギルバート・アンド・サリヴァンの前作から格段に進歩しているというものであった。The Pall Mall Gazetteはサリヴァンの新しいスタイルを褒めた。The Graphicも「輝かしい成功」と評した。
見解を異にする批評もいくぶんかはあった。『マンチェスター・ガーディアン』は、ギルバートとサリヴァンがリチャード・ブリンズリー・シェリダンの『批評家』などの先行作に拠りすぎていると考えた。The Sporting Timesは『ペンザンスの海賊』が、ギルバートが以前に書いたOur Island Homeに似すぎていると指摘している。『タイムズ』によると、ギルバートの機知が劇的な創造より先走ってしまっており、サリヴァンが新作のために書き下ろした音楽も、先行するコミックオペラで、批評記事の著者によると傑作であるThe Sorcererほどは良くないとのことであった。

## 音楽
『ペンザンスの海賊』の序曲はサリヴァンと音楽アシスタントであるアルフレッド・セラーが作曲した。たいていのサヴォイ・オペラの序曲と同様、明るい始まり方で("With cat-like tread"のメロディが登場する)、ゆっくりした中間部があり("Ah, leave me not to pine alone")、最後は簡潔なソナタ形式のアレグロで"How beautifully blue the sky"と"A paradox, a paradox"が結合された旋律で終わる。

### パロディ
数人の作曲家のパロディが含まれており、とくにジュゼッペ・ヴェルディがはっきりパロディ化されている。"Come, friends, who plough the sea"と"You triumph now"は『イル・トロヴァトーレ』のバーレスクである。サリヴァン研究者アーサー・ジェイコブズによると、第1幕のフィナーレにある極めて有名な合唱"Hail Poetry"はヴェルディの『運命の力』の祈りの場面で使われる「天使の中の聖処女」のバーレスクである。しかしながら、音楽学者のニコラス・テンパーリーはこの曲についてヴォルフガング・アマデウス・モーツァルトの弦楽四重奏との関連を指摘している。コロラトゥーラで歌われる有名な楽曲"Poor wand'ring one"もパロディ的な要素があると言われており、シャルル・グノーの三拍子の歌のバーレスクだと考えられている一方、ガエターノ・ドニゼッティ風だと言われることもある。少将が歌う"Sighing softly to the river"はフランツ・シューベルト風だが、また独唱者が背後に隠れて歌う男声合唱に気付かないというところはヴェルディの『イル・トルヴァトーレ』も同時にもじっていると指摘されている。

### パター
パターソングとは早口で歌う楽曲で、ギルバート・アンド・サリヴァンのオペラにしばしば登場する。音楽批評家としても活躍していたバーナード・ショーは、『ペンザンスの海賊』の有名なパターソングである「少将の歌」こと"I am the very model of a modern Major-General"を称賛している。

### 対位法
このオペラには、一聴したところでは全く異なる2種類のメロディを組み合わせる技法が2回登場し、サリヴァン特有のものとしてよく知られている。第1幕では"How beautifully blue the sky"で、2/4拍子で早口の女声合唱のさざめきが流れる一方、恋人たちがワルツでデュエットするところがあり、これはサリヴァンのトレードマークとも言える手法であるが、アーサー・ジェイコブズは、こうした楽曲のモデルはサリヴァンがキャリア形成期に大変気に入っていたエクトル・ベルリオーズの『ファウストの劫罰』かもしれないと指摘している。第2幕では、警官たちの粘り強い"When the foeman bares his steel"と女性たちの意気揚々とした"Go, ye heroes, go to glory"が組み合わされて二重の合唱になる。
『セスピス』から四部合唱"Climbing over rocky mountain"を持ってきて『ペンザンスの海賊』で再利用するにあたり、サリヴァンはそれほど手の込んだことをせず、ソプラノ用の歌唱メロディをひとつ作っただけだった。これにもかかわらず、この曲はサリヴァンらしい対位法的な終わり方をしており、合唱が二番目のメロディ("Let us gaily tread the measure")を歌う一方でオーケストラは最初のメロディ("Climbing over rocky mountain")を奏でる。

### ソプラノの音域
サリヴァンはメイベルを歌うソプラノにかなりの難題を課した。サリヴァン研究者のジャーヴェス・ヒューズは、メイベルは"Poor wand'ring one"「かわいそうなさすらい人」を歌うのでコロラトゥーラでなければいけないが、一方で相当に低い音も要求されるので広い声域が必要であることを指摘している。

## 改訂

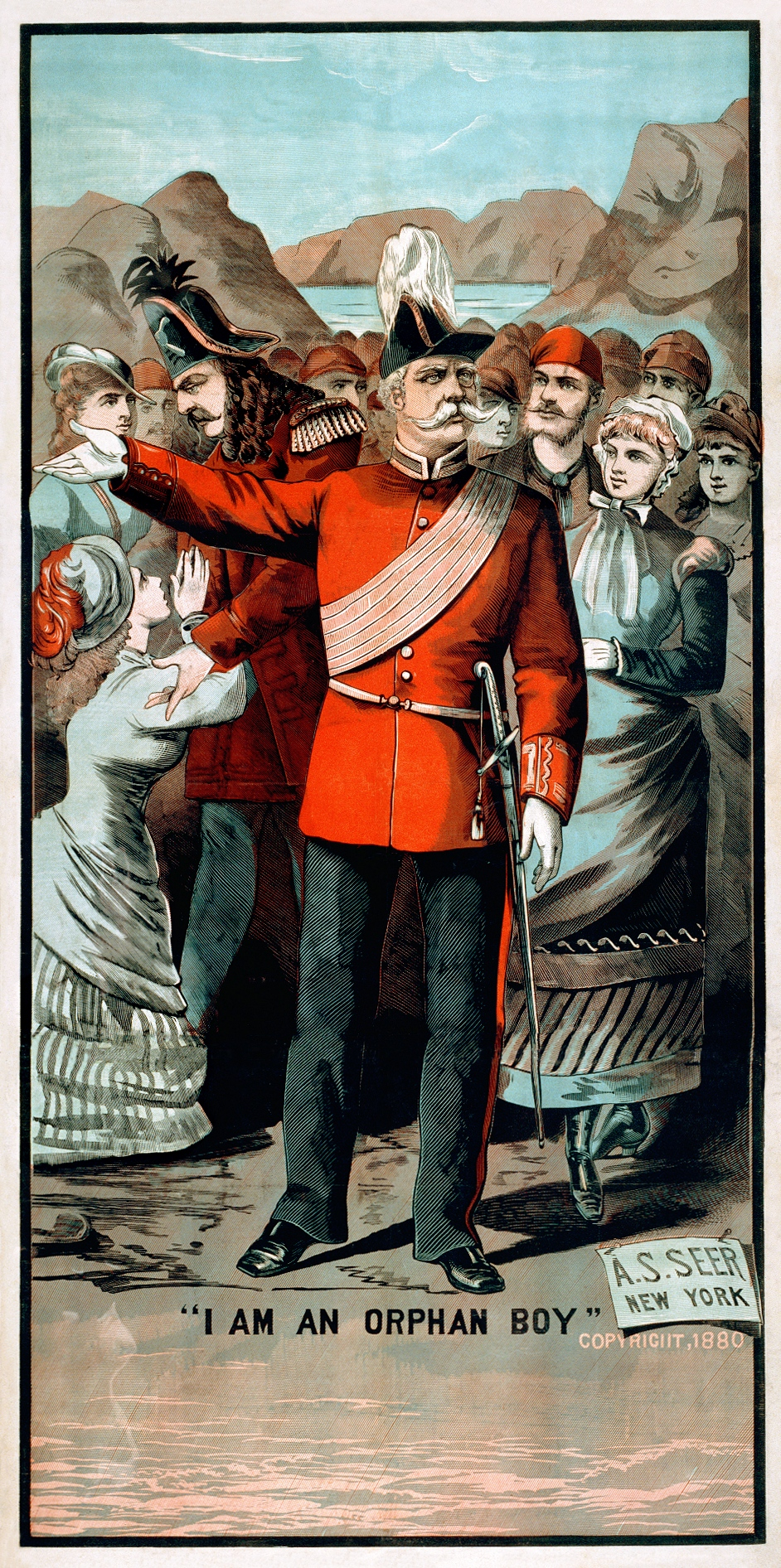
1880年のポスター

ペイントン、ニューヨーク、ロンドンという3つの違う場所で初演があったため、ギルバート・アンド・サリヴァンの他の作品よりも初期のリブレットと譜面に異同が多い。ペイントンの初演に備えてイングランドのドイリー・カート巡業カンパニーにニューヨークから送られた楽曲のうち、その後ブロードウェイのリハーサルでは変更されたり省略されたりしたものもあった。ギルバートとサリヴァンはロンドン初演のために作品を刈り込んで調整し、ギルバートはさらに1908年のサヴォイ劇場での再演中までにさらに変更を加えた。たとえば、初期の版では海賊王は海賊一味の召使いとして描かれている。オープニングの合唱の歌詞にも変更がある。ニューヨーク版には存在したやりとりがロンドン版では短縮され、1900年の再演では完全になくなるなどの異同もある。ヘレン・カートが何度も頼んだにもかかわらず、ギルバートはサヴォイ・オペラのリブレットの決定版を整えることをしなかった。
1989年の上演では、ドイリー・カート・オペラ・カンパニーはオリジナル版のひとつにあったフィナーレを復活させた。しかしながらその後の再演では、それまで上演されていた版に戻している。

## 上演史

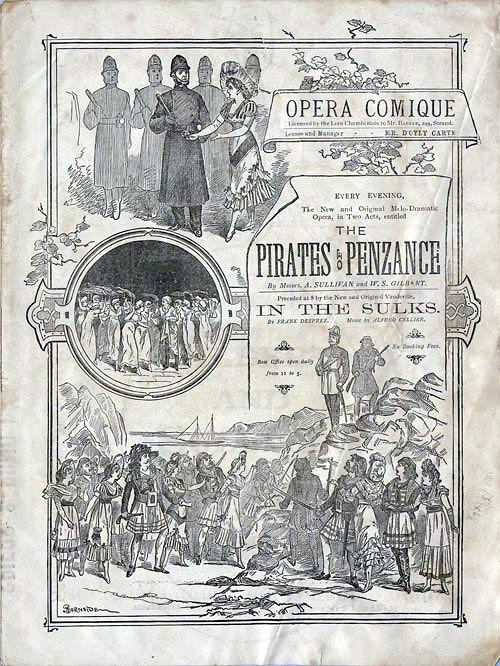
1881のプログラム表紙

### 初演
『ペンザンスの海賊』はギルバート・アンド・サリヴァンのコミックオペラの中でも最も人気が高い作品のひとつである。1879年から1880年に3箇所で開幕するという特異な初演の後、1888年と1900年にロンドンのサヴォイ劇場で再演され、1908年から1909年にかけてのサヴォイのレパートリーシーズンでも上演された。ドイリー・カート・オペラ・カンパニーは1880年から1884年までの期間と、1888年にもイギリスの地方を巡業した。1893年にはドイリー・カートの巡業レパートリーに再び入り、劇団が1982年に廃業するまで一度もレパートリーから外れなかった。1919年にパーシー・アンダーソンが、1929年にジョージ・シェリンガムが新しい舞台衣装をデザインし、シェリンガムは新しい第1幕のセットも設計した。ピーター・ゴフィンは1957年に新しい巡業用セットを作った。
アメリカでは、1879年の大晦日にニューヨークで初演が行われた後、リチャード・ドイリー・カートはアメリカ合衆国全土を巡業するカンパニーを4種類立ち上げ、ツアーは夏まで続いた。ギルバートとサリヴァンが自ら1880年1月から2月初めまで巡業カンパニーを訓練し、フィラデルフィアだろうが、ニューアークだろうが、バッファローだろうが、各カンパニーの初演では作曲家であるサリヴァンが指揮を担当した。オーストラリアでは、シドニーのシアター・ロイヤルで、J・C・ウィリアムズのプロダクションにより、1881年3月19日にオリジナル公演からの認可を受けた公式の初演が行われた。

#### ドイリー・カート・オペラ・カンパニーによる上演
下の表は、ギルバートの生前にドイリー・カートが行ったツアー以外の主な上演をリストしたものである。

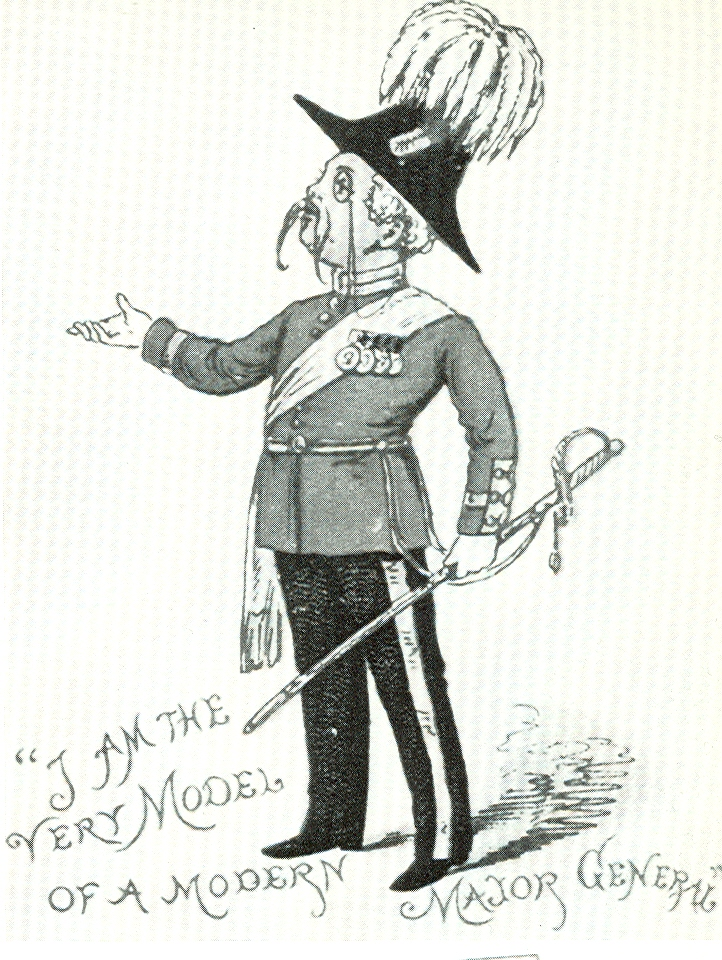
1884年、子供たちによる『ペンザンスの海賊』プログラムの絵

| 劇場                      | 開幕日         | 終演日         | 数  | 備考 |
| ------------------------- | -------------- | -------------- | --- | --- |
| ビジュー劇場(ペイントン)  | 1879年12月30日 | 1879年12月30日 | 1   | イングランドにおけるコピーライトパフォーマンス                                                                                       |
| 五番街劇場 (ニューヨーク) | 1879年12月31日 | 1880年3月6日   | 100 | ニューヨーク初演。カンパニーは3月8日から5月15日にかけて、東海岸を巡業した。1880年1月と2月には他に3つ、巡業カンパニーが活動開始した。 |
| 五番街劇場 (ニューヨーク) | 1880年5月17日  | 1880年6月5日   | 100 | ニューヨーク初演。カンパニーは3月8日から5月15日にかけて、東海岸を巡業した。1880年1月と2月には他に3つ、巡業カンパニーが活動開始した。 |
| オペラコミック            | 1880年4月3日   | 1881年4月2日   | 363 | ロンドンの正式初演 |
| サヴォイ劇場              | 1884年12月23日 | 1885年2月14日  | 37  | 子供による『ペンザンスの海賊』。青少年キャストでマチネ上演されたシリーズの一部。初日は招待のみ、正式開幕は12月26日。                 |
| サヴォイ劇場              | 1888年3月17日  | 1888年6月6日   | 80  | プロによる最初の再演 |
| サヴォイ劇場              | 1900年6月30日  | 1900年11月5日  | 127 | プロによる二度目の再演 |
| サヴォイ劇場              | 1908年12月1日  | 1909年3月27日  | 43  | 1シーズンで他の5本のオペラと一緒に上演、閉幕日はシーズン終了日。                                                                     |

#### 主なドイリー・カートのキャスティング
以下の表は、初演及びドイリー・カート・オペラ・カンパニーが1982年に解散するまでにツアーレパートリーとして上演した際のキャストである。
| 役柄         | ペイントン 1879     | ニューヨーク 1879 | オペラコミック 1880 | サヴォイ劇場 1888  | サヴォイ劇場 1900 |
| ------------ | ------------------- | ----------------- | ------------------- | ------------------ | ----------------- |
| 少将         | Richard Mansfield   | J. H. Ryley       | George Grossmith    | George Grossmith   | Henry Lytton      |
| 海賊王       | Frederick Federici  | Sgr. Brocolini    | Richard Temple      | Richard Temple     | Jones Hewson      |
| サミュエル   | G. J. Lackner       | Furneaux Cook     | George Temple       | Richard Cummings   | W. H. Leon        |
| ジェームズ   | John Le Hay         | なし              | なし                | なし               | なし              |
| フレデリック | Llewellyn Cadwaladr | Hugh Talbot       | George Power        | J. G. Robertson    | Robert Evett      |
| 巡査部長     | Fred Billington     | Fred Clifton      | Rutland Barrington  | Rutland Barrington | Walter Passmore   |
| メイベル     | Emilie Petrelli     | Blanche Roosevelt | Marion Hood         | Geraldine Ulmar    | Isabel Jay        |
| イーディス   | Marian May          | Jessie Bond       | Julia Gwynne        | Jessie Bond        | Lulu Evans        |
| ケイト       | Lena Monmouth       | Rosina Brandram   | Lilian La Rue       | Nellie Kavanagh    | Alice Coleman     |
| イザベル     | Kate Neville        | Billie Barlow     | Neva Bond           | Nellie Lawrence    | Agnes Fraser      |
| ルース       | Fanny Harrison      | Alice Barnett     | Emily Cross         | Rosina Brandram    | Rosina Brandram   |

| 役柄         | サヴォイ劇場 1908  | ドイリー・カート 1915(ツアー) | ドイリー・カート 1925(ツアー) | ドイリー・カート 1935(ツアー) | ドイリー・カート 1945(ツアー) |
| ------------ | ------------------ | ----------------------------- | ----------------------------- | ----------------------------- | ----------------------------- |
| 少将         | Charles H. Workman | Henry Lytton                  | Henry Lytton                  | Martyn Green                  | Grahame Clifford              |
| 海賊王       | Henry Lytton       | Leicester Tunks               | Darrell Fancourt              | Darrell Fancourt              | Darrell Fancourt              |
| サミュエル   | Leo Sheffield      | Frederick Hobbs               | Joseph Griffin                | Richard Walker                | Hilton Layland                |
| フレデリック | Henry Herbert      | Dewey Gibson                  | Charles Goulding              | John Dean                     | John Dean                     |
| 巡査部長     | Rutland Barrington | Fred Billington               | Leo Sheffield                 | Sydney Granville              | Richard Walker                |
| メイベル     | Dorothy Court      | Elsie McDermid                | Elsie Griffin                 | Kathleen Frances              | Helen Roberts                 |
| イーディス   | Jessie Rose        | Nellie Briercliffe            | Eileen Sharp                  | Marjorie Eyre                 | Marjorie Eyre                 |
| ケイト       | Beatrice Boarer    | Betty Grylls                  | Aileen Davies                 | Maisie Baxter                 | Ivy Sanders                   |
| イザベル     | Ethel Lewis        | Kitty Twinn                   | Hilary Davies                 | Elizabeth Nickell-Lean        | Rosalie Dyer                  |
| ルース       | Louie René         | Bertha Lewis                  | Bertha Lewis                  | Dorothy Gill                  | Ella Halman                   |

| 役柄         | ドイリー・カート 1950(ツアー) | ドイリー・カート 1958(ツアー) | ドイリー・カート 1968(ツアー) | ドイリー・カート 1975(ツアー) | ドイリー・カート 1981(ツアー) |
| ------------ | ----------------------------- | ----------------------------- | ----------------------------- | ----------------------------- | ----------------------------- |
| 少将         | Martyn Green                  | Peter Pratt                   | John Reed                     | James Conroy-Ward             | Alistair Donkin               |
| 海賊王       | Darrell Fancourt              | Donald Adams                  | Donald Adams                  | John Ayldon                   | John Ayldon                   |
| サミュエル   | Donald Harris                 | George Cook                   | Alan Styler                   | Jon Ellison                   | Michael Buchan                |
| フレデリック | Leonard Osborn                | Thomas Round                  | Philip Potter                 | Colin Wright                  | Meston Reid                   |
| 巡査部長     | Richard Watson                | Kenneth Sandford              | George Cook                   | Michael Rayner                | Clive Harre                   |
| メイベル     | Muriel Harding                | Jean Hindmarsh                | Valerie Masterson             | Julia Goss                    | Vivian Tierney                |
| イーディス   | Joan Gillingham               | Joyce Wright                  | Peggy Ann Jones               | Patricia Leonard              | Jill Pert                     |
| ケイト       | Joyce Wright                  | Marian Martin                 | Pauline Wales                 | Caroline Baker                | Helene Witcombe               |
| イザベル     | Enid Walsh                    | Jane Fyffe                    | Susan Maisey                  | Rosalind Griffiths            | Alexandra Hann                |
| ルース       | Ella Halman                   | Ann Drummond-Grant            | Christene Palmer              | Lyndsie Holland               | Patricia Leonard              |

### ドイリー・カート以降
ドイツ語版は、リヒャルト・ジュネーとカミロ・ヴァルツェルの翻訳により、1889年3月1日にオーストリアのアン・デア・ウィーン劇場で初演され、1936年12月1日にはドイツのデュッセルドルフで上演された。
ウィリアムソンが認可を得て行ったオーストラリア初演を除くと、ギルバートの著作権が有効だった国でドイリー・カート以外のプロが最初に行った上演は、カナダのオンタリオ州ストラトフォードのストラトフォード・フェスティバルで1961年9月に行われた上演である。ストラトフォード・フェスティバルではギルバート・アンド・サリヴァンの作品がしばしば上演され、1953年にフェスティバルが始まってから2018年までのシーズンで4回、『ペンザンスの海賊』が上演されている。
1979年にギルバート・アンド・サリヴァン協会のトーベイ支部が、ペイントンで『ペンザンスの海賊』世界初演の100周年記念として、旧ビジュー劇場から数メートルのところにあったパレス・アヴェニュー劇場で上演を行った。
初演以来、ニューヨークでは主要なものでも40回以上、この作品が再演されている。1926年にウィンスロップ・エイムズがプリマス劇場で製作・演出したプロダクションは128回上演された、批評的にも好評であった。1952年にブロードウェイで、マーティン・グリーンが出演して短期間上演された際には、リーマン・エンゲルが指揮者としてトニー賞を受賞した。アメリカン・サヴォイヤーズ(1953-1967)、ライト・オペラ・オヴ・マンハッタン(1968-1989)、ニューヨーク・ギルバート・アンド・サリヴァン・プレイヤーズ(1976-)などのレパートリー劇団が、オフ・ブロードウェイやアメリカ巡業で『ペンザンスの海賊』を何度も再演している。

### ジョゼフ・パップ版
1980年、ジョゼフ・パップとニューヨークのパブリック・シアターが、ウィルフォード・リーチ演出、グラシエラ・ダニエレ振付により、『ペンザンスの海賊』をセントラル・パークのデラコート劇場で上演した。これは毎年夏に行われるシェイクスピア・イン・ザ・パークの一環であった。音楽監督とアレンジはウィリアム・エリオットがつとめた。この公演はプレビュー10回、本公演35回上演された。その後ブロードウェイに移り、1981年1月8日に開幕した後、ユーリス劇場とミンスコフ劇場でプレビュー20回、本公演787回上演された。この『ペンザンスの海賊』は熱狂的な好評で迎えられた。トニー賞に7部門でノミネートされ、最優秀リバイバル賞、リーチの最優秀ミュージカル演出賞、ケヴィン・クラインのミュージカル主演男優賞の3部門で受賞を果たした。ドラマ・デスク・アワードでも8部門で候補になり、最優秀ミュージカル賞や演出賞を含めた5部門で受賞した。
伝統的な上演に比べると、パップの『ペンザンスの海賊』では海賊王やフレデリックがより賑やかに剣戟で暴れ回り、歌唱やユーモアもおおらかでミュージカル風であった。リブレットはそれほど変更されていなかったが、オーケストレーションやアレンジは新しいもので、キーの変更、繰り返しの追加、ダンス音楽の延長などのほか、譜面に細かい変更も加えられていた。ギルバート・アンド・サリヴァンの他のオペラである、『ラディゴア』の3人で歌うパターソングと『軍艦ピナフォア』の"Sorry her lot"が途中に挿入された。このプロダクションはギルバート・アンド・サリヴァンがニューヨーク初演用に最初に準備したエンディングを使用しており、第2幕のフィナーレで少将の歌の反復がある。リンダ・ロンシュタットがメイベル役、レックス・スミスがフレデリック役、ケヴィン・クラインが海賊王役、パトリシア・ラトリッジがルース役(ブロードウェイにトランスファーした後はエステル・パーソンズに交替)、ジョージ・ローズが少将役、トニー・アジトが巡査部長役であった。クラインがトニー賞を受賞した他、スミスがシアター・ワールド賞を、クラインとアジトがドラマ・デスク・アワードを受賞した。ブロードウェイでの上演中には何回かキャスト替えがあり、ジェームズ・ベルーシが海賊王を演じたこともある。1981年にはロサンゼルスでも上演され、バリー・ボストウィックが海賊王を、アンディ・ギブがフレデリックを演じた。

パップ版のロンドンでの上演が、ドルリー・レーンのシアター・ロイヤルで1982年5月26日に始まり、おおむね好評で601回上演された。ジョージ・コールやロナルド・フレイザーが少将を、パメラ・スティーヴンソンがメイベルを、マイケル・プレイドやピーター・ヌーンがフレデリック、ティム・カリー、ティモシー・ベンティック、オリヴァー・トバイアス、ポール・ニコラスが海賊王を、クリス・ランガムが巡査部長を、アニー・ロスがルースを、ボニー・ラングフォードがケイトを、ルイーズ・ゴールドがイザベルを演じた。

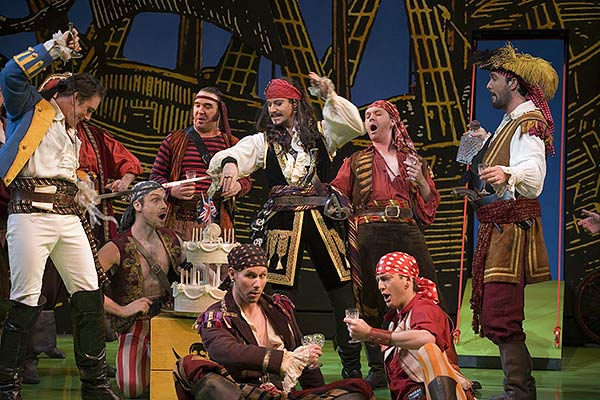
2007年のオペラ・オーストラリアのツアープロダクション。アンソニー・ワーロウ演じる海賊王は『パイレーツ・オブ・カリビアン』のキャプテン・ジャックをヒントにしている。

オーストラリア版は、1984年1月にジョン・フェラーロ演出、ジョン・イングリッシュが海賊王役で、メルボルンのヴィクトリアンアーツセンターで開幕した。パップ版の影響で、ドイツなどヨーロッパ中で英語以外の言語による上演も行われた。
パップ版は1983年に映画化された。ブロードウェイで上演された際の主要キャストの多くが同じ役柄で出演したが、ルース役はエステル・パーソンズではなくアンジェラ・ランズベリーが演じた。端役はブロードウェイ版に倣ってイギリスの俳優が起用された。パップ版の成功のせいでオペラ『ペンザンスの海賊』をヒントにした別の映画『パイレーツ・ムービー』が1982年に作られ、ブロードウェイでの上演中に封切られた。
伝統的なオーケストレーションや譜面を採用する場合であっても、パップ版のプロダクションデザインを模倣する『ペンザンスの海賊』の上演が増加した。しかしながら、こうしたパップの影響下にあるリバイバル全てが1980年版のオリジナルほど熱狂的な好評を得られたわけではなく、1999年のUKツアーは辛い批評も受けた。パップ版のために作られたデザインと楽曲アレンジは著作権で保護されている。パップのロンドン版が上演される前にダブリンで1982年に上演された無許可のプロダクションは、訴訟によってロンドンへのトランスファーが差し止められた。

### パップ以降
パップが1980年から1983年にかけてほぼ2年にわたってブロードウェイとウェストエンドで上演した『ペンザンスの海賊』のおかげで、オペラの知名度は非常に高まった。プロもアマチュアもしばしばこのオペラを上演するようになり、人気は続いている。リリック・オペラ・オヴ・シカゴとイングリッシュ・ナショナル・オペラはそれぞれ2004年にこの作品を上演した。2007年にはニューヨーク・シティ・オペラとオペラ・オーストラリアがそれぞれ新演出で上演を行っている。2013年にスコティッシュ・オペラがドイリー・カート・オペラ・カンパニーの受託者と共同で『ペンザンスの海賊』イギリス巡業を行っている。ギルバート・アンド・サリヴァンの喜劇的なバリトンを得意とするリチャード・スアートがスタンリー少将を演じ、ニコラス・シャラットがフレデリックを演じた。2015年には映画監督で『ミカド』のバックステージものである『トプシー・ターヴィー』を監督したこともあるマイク・リーがイングリッシュ・ナショナル・オペラで本作を演出し、「当代最高のサヴォイ・オペラ作り」だと称賛された。
2003年に映画『パイレーツ・オブ・カリビアン』シリーズが始まって以降は、パップのみならずこの映画から影響を受けたプロダクションもあり、海賊王の役をジョニー・デップが演じた海賊のキャプテン、ジャック・スパロウ風に作ることもある。

### 改変を加えた上演
アル・グランドによるイディッシュ語の翻訳版Di Yam Gazlonimが存在し、北米で上演されている。2006年にナショナル・イディッシュ・シアター・フォルクスビーネが行った上演は2007年のドラマ・デスク・アワード最優秀リバイバル賞にノミネートされた。2009年に『モントリオール・エクスプレス』は本作を称賛している。
2009年にサーシャ・リーガンが全て男性の出演者による『ペンザンスの海賊』をロンドンのユニオン劇場で上演したが、これはロングランヒットとなって2010年にはロンドンのウィルトンズ・ミュージック・ホールに移動し、キングストンのローズ・シアターやハックニー・エンパイアで上演された後、2012年にはオーストラリアツアーも行われた。2015年にはさらにイギリスでツアーが行われた。
2012年にはチャールズ・コート・オペラにより、イズリントンの極めて小さいパブシアターであるキングズ・ヘッド劇場にて、ピアノのみの伴奏、10人のみのキャストにより『ペンザンスの海賊』が上演された。

## 録音
『ペンザンスの海賊』は何度も録音されており、好評を博している版もある。最初の全曲録音は1921年のことで、ルパート・ドイリー・カートが演出していたが、ドイリー・カート・オペラ・カンパニーのパフォーマーよりは既にレコーディングキャリアのある歌手を起用していた。1929年に出た、主にドイリー・カートのキャストが歌う新しい録音は、雑誌の『グラモフォン』から高い評価を受けた。その後のドイリー・カート・オペラ・カンパニーの録音では、1968年の台詞付き完全版が好評で、オンライン版Gilbert and Sullivan Discographyによると「最高」レベルであり、Penguin Guide to Opera on Compact Discもこれを推薦している。Penguin Guide to Recorded Classical Musicも、これと1993年のマッケラス版をすすめている。オペラ批評家アラン・ブライズは1990年のドイリー・カート版を「舞台上演の経験」が生きているとして称賛している。オンライン版Gilbert and Sullivan Discographyは1981年のジョゼフ・パップ版についても、オーケストラのアレンジが原曲から離れているという留保をつけつつ、「素晴らしい」と述べている。
市販されているビデオとしては、Gilbert and Sullivan Discographyはブレント・ウォーカー版がパップ版より良いと評価している。国際ギルバート・アンド・サリヴァン・フェスティバルによる新しいプロフェッショナル上演のビデオもある。1985年にブレント・カーヴァーを海賊王役としてストラトフォード・フェスティバルで上演されたバージョンはビデオ化された後、DVD化もされている。
主な録音
- 1929 ドイリー・カート – 指揮者: マルコム・サージェント[138]
- 1957 ドイリー・カート – ロンドン新交響楽団、指揮者：イシドア・ゴドフリ[139]
- 1961 サージェント/グラインドボーン – プロ・アルテ・オーケストラ、グラインドボーンフェスティヴァル合唱団、指揮者：マルコム・サージェント[140]
- 1968 ドイリー・カート (台詞付き) – ロイヤル・フィルハーモニー管弦楽団、指揮者：イシドア・ゴドフリ[141]
- 1981; 1983 パップ版『ペンザンスの海賊』(台詞付き) – 演出家：ウィルフォード・リーチ、音楽監督：ウィリアム・エリオット、振付：グラシエラ・ダニエレ[142]
- 1982 ブレント・ウォーカー・プロダクションズ (台詞付き) – アンブロシアンオペラ合唱団、ロンドン交響楽団、指揮者：アレグザンダー・ファリス、演出：マイケル・ゲリオット[143]
- 1990 ニュー・ドイリー・カート – 指揮者：ジョン・プライス＝ジョーンズ[144]
- 1993 マッケラス/テラーク – ウェールズ・ナショナル・オペラオーケストラ及び合唱団、指揮者：サー・チャールズ・マッケラス[145]
- 1994 エスジー・エンタテイメント (ビデオ版) – 演出・振付：クレイグ・シェーファー、オーケストレーション及び指揮：ケヴィン・ホッキング、歌詞補作：メルヴィン・モロー[146]

## 後世への影響

### 少将の歌

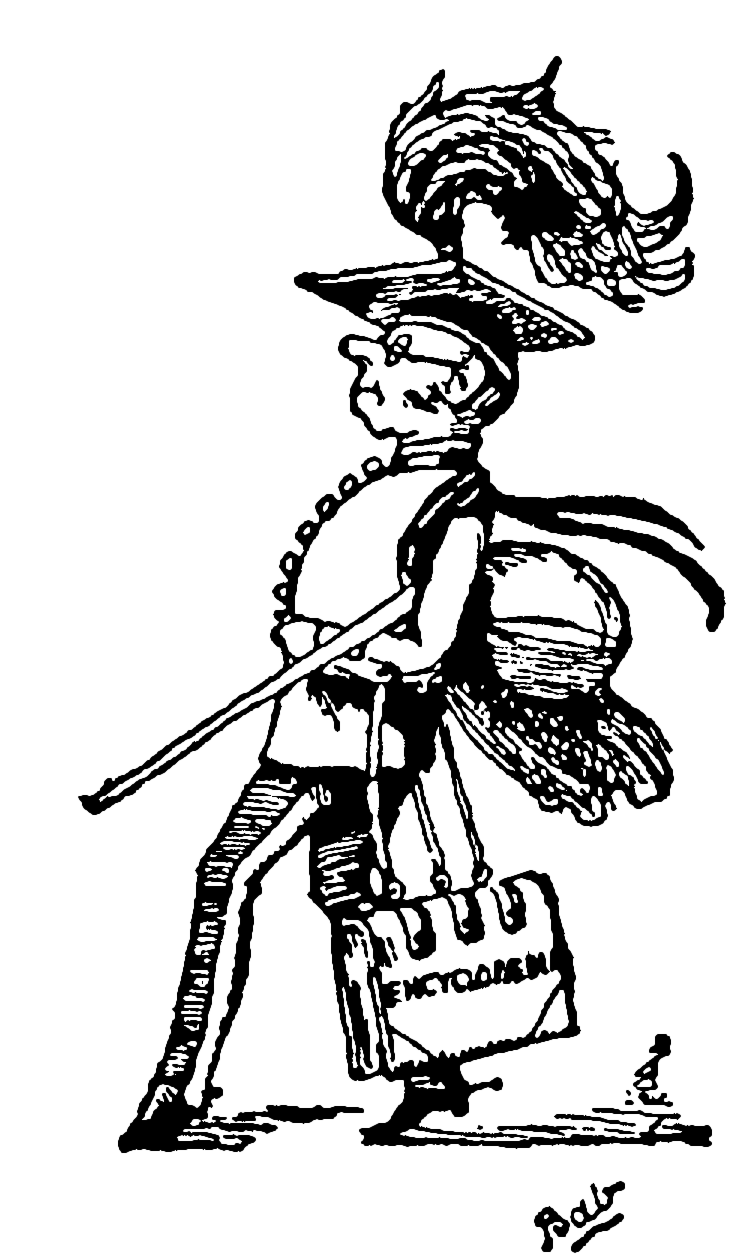
ギルバートの『バブ・バラッズ』に入っている、百科事典を抱える少将の絵

『ペンザンスの海賊』はギルバート・アンド・サリヴァンの作品でも最もよく参照されるもののひとつである。とくに"I am the very model of a modern Major-General"「小生は現代の少将の鑑」という歌詞で始まり、少将がさまざまな言葉で脚韻を踏みながら非常に早口で歌い上げるパターソング「少将の歌」は頻繁に広告などでパロディやパスティーシュとして用いられる。

#### 映画
2001年の映画『ニューヨークの恋人』ではこの曲が使用されている。2017年の映画『怪盗グルーのミニオン大脱走』では、ミニオンズが「少将の歌」のメロディにあわせてタレントショーで歌う。

#### テレビ番組
『マペット・ショー』シーズン3第4話で、ゲストであるコメディアンのギルダ・ラドナーが2.1メートルある話すニンジン(carrot)とこの歌を歌うところがあるが、これは『ペンザンスの海賊』にあるpilot(パイロット)とpirate(パイレート)の混同をパロディ化したもので、ラドナーは1.8メートルの話すオウム(parrot)と歌を歌いたかったが聞き間違えられたという設定である。
『アニマニアックス』ではエピソード"H.M.S. Yakko"で"I am the very model of a cartoon individual"としてパスティーシュ化された。Studio 60 on the Sunset Stripのエピソード"The Cold Open" (2006)では、キャストが"We'll be the very model of a modern network TV show"を歌う。
2005年に放送された『スリングズ・アンド・アロウズ』第2シーズン第6話では、登場人物のひとりであるリチャードがミュージカルのオーディションのためこの曲を歌う。2012年に『ファミリー・ガイ』のエピソード"Killer Queen"で、ピーターがこの歌を下手に歌うところがある。

#### 広告
マーティン・グリーンがキャンベルスープの商品をこの歌にあわせて全てリストするというパスティーシュを広告で行ったことがある。2001年にはGEICOの広告で使われた。デパートのギンベルズは少将の歌にあわせて"We are the very model of a modern big department store."と歌うキャンペーンを行ったことがある。

#### その他のエンタテイメント
ゲームのMass Effect 2では登場人物のモーディン・ソーラスが"I am the very model of a scientist Salarian"と歌う。
2015年のリン＝マニュエル・ミランダによるミュージカル『ハミルトン』の楽曲"Right Hand Man" で、ジョージ・ワシントンが皮肉をこめて自分を"The model of a modern major general"と呼ぶところがあり、"general"「ジェネラル」が"men are all"「メン・アー・オール」と"pedestal"「ペデスタル」で脚韻を踏んでいる。原曲は"general"「ジェネラル」と"mineral"「ミネラル」の脚韻であるが、ミランダは、「いつも"mineral"は最適な韻ではないなと思っていたんですよ」と述べている。『ハミルトン』にはさまざまな引用が織り込まれているが、それとわかるように引用されている19世紀以前の舞台芸術作品は『マクベス』などのウィリアム・シェイクスピアの戯曲と『ペンザンスの海賊』のみである。

#### 政治
エンタテイメントのみならず政治評論でもパロディにされることがある。「少将の歌」の早口歌唱は難しいためコメディアンの関心を引くことがあり、トム・リアラーの歌"The Elements"や『サタデー・ナイト・ライブ』のホストであるデイヴィッド・ハイド・ピアースのモノローグなどで使われてる。2010年にコメディアンのロン・バトラーはバラク・オバマ大統領に扮してこの歌をYouTubeのパスティーシュを披露し、人気を博した。

### 映画
アニメ映画『アメリカ物語』(1986)で"Poor wand'ring one"が使われた。『プリティ・ウーマン』(1990)で、『椿姫』を見たヴィヴィアン(ジュリア・ロバーツ)があまりにも感動して「パンツ(pants)にオシッコ(peed)漏らしそう」なくらい良かったと褒めるのを聞いたエドワード・ルイス(リチャード・ギア)が、ヴィヴィアンは「『ペンザンスの海賊』(The Pirates of Penzance)より気に入った」と言っているのだとごまかす場面がある。1992年の映画『ゆりかごを揺らす手』のサウンドトラックには"Poor Wand'ring One"と"Oh Dry the Glistening Tear"が入っている。

### テレビ
2009年の『クリミナル・マインド FBI行動分析課』のエピソード"The Slave of Duty"で、ホッチが"Oh dry the glist'ning tear"を引用する。1992年のClarissa Explains it Allのエピソード"The Understudy"で、主人公は学校劇で『ペンザンスの海賊』のメイベルの代役をつとめることになり、準備もできていないのに出演しなければならないことになる。脚本家アーロン・ソーキンはしばしば自作にギルバート・アンド・サリヴァンのへの言及を盛り込んでおり、代表作『ザ・ホワイトハウス』に登場するサム・シーボーンやエインズリー・ヘイズはギルバート・アンド・サリヴァンのファンで、「女たちの闘い」のエピソードで『ペンザンスの海賊』が言及される。
2016年に放送された『ザ・ヴォイス』UK版で、マンチェスターで活動するドラァグクイーンであるデヴィナ・デ・カンポがソプラノの楽曲である"Poor wand'ring one"を独唱した。『ザ・ヴォイス』は審査員が全く挑戦者の顔が見えない状態で歌だけを審査し、自分がコーチをつとめたいと考えれば指名をするというシステムである。この時は審査員(パロマ・フェイス、ウィル・アイ・アム、ボーイ・ジョージ、リッキー・ウィルソン)がひとりもコーチとして手を上げなかったものの、歌唱終了後にデヴィナと対面して歌手がドラァグクイーンであると気付いた審査員たちが一様に驚愕して後悔の意を示したため、話題になった。

### その他
1940年2月29日に、『ニューヨーク・タイムズ』はフレデリックの年季奉公がとうとう明けたことを記念する記事を出した。
ペンザンスにはコーニッシュ・パイレーツ(コーンウォールの海賊)というラグビーチームがある。
1980年にアイザック・アジモフは"The Year of the Action"というタイトルの短編を書いたが、この物語は『ペンザスの海賊』が1873年3月1日の話なのか、1877年3月1日の話なのかを扱ったもので、これはギルバートが1900年は閏年ではないという事実を勘案していたかどうかに拠る。

## 翻案

### 舞台
- Pirates! Or, Gilbert and Sullivan Plunder'd (2006)はカリブ海の島を舞台にしたミュージカル・コメディで、海賊たちはヴードゥー教の呪いで「陸酔い」になっている。2006年11月1日にコネティカット州イーストハダムのグッドスピード・オペラハウスで初演された後、2007年にニュージャージー州ミルバーンのペーパー・ミル・プレイハウスで、2009年にマサチューセッツ州ボストンのハンティントン・シアター・カンパニーで、2012年にミズーリ州セントルイスのセントルイス市オペラ劇場で上演された。『アイアランシ』の悪夢の歌など、ギルバート・アンド・サリヴァンの他の曲も挿入された[179][180]。

### 映画・テレビ
- ドイツ語のテレビ番組Die Piratenが製作され、1968年にドイツのテレビで放送された。プロットに変更があり、メイベルが海賊王と恋に落ちる。2000年にガラ・レコーズから2枚組のCD版が出た[181]。
- 『パイレーツ・ムービー』 (1982)
- 『ペンザンスの海賊』(1983) - ジョゼフ・パップによるブロードウェイ版の映画

### 音楽
ジョン・フィリップ・スーザは『ペンザンスの海賊』からの抜粋を用いた組曲を作曲している。